# Diane Kruger
Diane Kruger (nhũ danh Heidkrüger; tiếng Đức: [diˈa:nə ˈkru:ɡɐ]; sinh ngày 15 tháng 7 năm 1976) là một nữ diễn viên và cựu người mẫu người Đức–Mỹ. Ở giai đoạn đầu sự nghiệp, Kruger được cả thế giới công nhận và giành giải Trophée Chopard từ Liên hoan phim Cannes. Sau đó cô nổi danh với những vai diễn trong các bộ phim như Helen trong phim sử thi chiến tranh Troy (2004), Tiến sĩ Abigail Chase trong phim trộm cướp National Treasure (2004) và phần hậu truyện (2007), Bridget von Hammersmark trong phim chiến tranh Inglourious Basterds (2009) của Quentin Tarantino và Gina trong phim tâm lý giật gân Unknown (2011). Cô còn đóng vai Thám tử Sonya Cross trong loạt phim truyền hình hình sự The Bridge (2013–14) của FX. Năm 2017, cô có vai diễn tiếng Đức đầu tay trong phim In the Fade của Fatih Akin, giúp cô đoạt Giải Liên hoan phim Cannes cho nữ diễn viên xuất sắc nhất. Năm 2014, cô được phong tặng huân chương Ordre des Arts et des Lettres của Pháp.

## Thân thế
Kruger (tên khai sinh Diane Heidkrüger) chào đời tại Algermissen, Tây Đức, gần Hildesheim; cô là con gái của chuyên gia máy tính Hans-Heinrich Heidkrüger và vợ ông, nhân viên ngân hàng Maria-Theresa. Cô được nuôi lớn theo đạo Công giáo La Mã và theo học trường Công giáo. Cô chia sẻ một người bà của mình có gốc Ba Lan.
Cô lớn lên ở Tây Đức với cậu em trai Stefan. Mẹ cô gửi con gái tới các chương trình trao đổi sinh viên hồi Kruger còn thiếu niên để cải thiện vốn tiếng Anh của nữ diễn viên. Hồi còn bé, Kruger đã muốn trở thành một vũ công ba lê và thử vai thành công vào Trường ballet hoàng gia ở Luân Đôn, song một chấn thương đầu gối đã chấm dứt sự nghiệp mùa của cô. Sau đó, Kruger chuyển tới Paris để theo nghiệp người mẫu và bắt đầu học tiếng Pháp.

## Sự nghiệp

### Người mẫu
Năm 1993, Kruger đại diện cho Đức tranh tài tại cuộc thi Elite Model Look và rồi bắt đầu theo đuổi nghiệp người mẫu. Dù sở hữu vóc người tương đối thấp để làm người mẫu, cô vẫn có được những lần đóng quảng cáo cho những thương hiệu như Yves Saint Laurent, Chanel, Salvatore Ferragamo, Giorgio Armani, Jil Sander, Christian Dior, Burberry và Louis Vuitton; các buổi trình diễn catwalk từ Marc Jacobs, D&G và Sonia Rykiel cũng như xuất hiện trên bìa của các ấn phẩm thời trang Vogue Paris, Marie Claire và Cosmopolitan. Cô dần ngừng làm người mẫu sau khi quyết tâm theo đuổi sự nghiệp diễn xuất.

### Diễn xuất

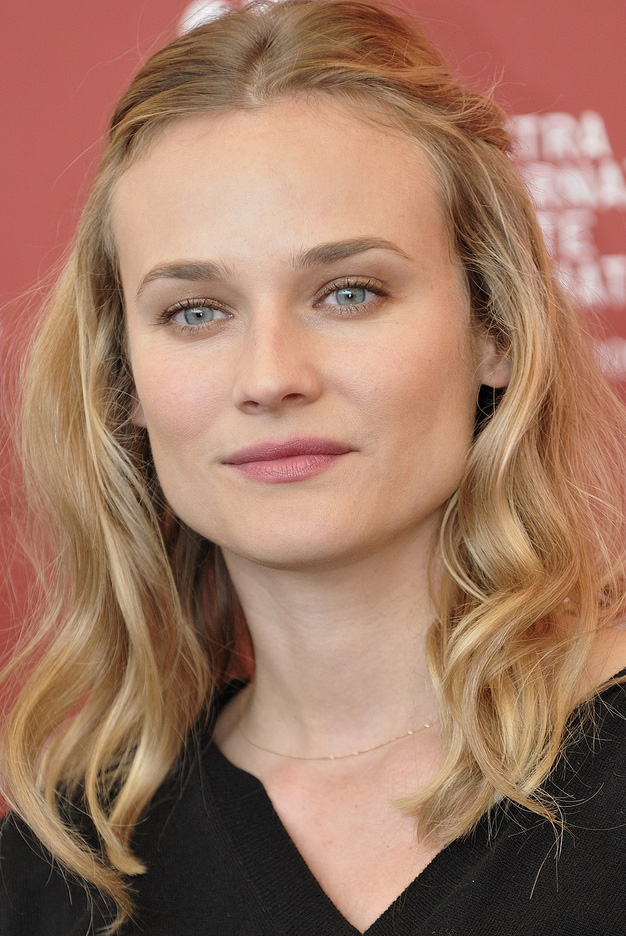
Kruger tại Liên hoan phim Venezia 2009.

Kruger trở nên quan tâm tới diễn xuất và theo học tại Cours Florent. Cô có vai diễn điện ảnh đầu tay vào năm 2002, đóng cặp cùng Dennis Hopper và Christopher Lambert The Piano Player, một phim dài chiếu trên truyền hình của Jean-Pierre Roux. Cùng năm ấy, cô cũng đóng trong phim đạo diễn đầu tay của chồng cô lúc bấy giờ là Mon Idole. Cô thủ vai Julie Wood trong phim Michel Valliant năm 2003 và Lisa trong phim Wicker Park (2004), bên cạnh Josh Hartnett và Rose Byrne. Một trong những vai diễn nổi tiếng hơn cả của Kruger tính đến nay là màn hóa thân Helen của Sparta trong phim sử thi Troy của Wolfgang Petersen. Năm 2004, Kruger diễn cùng Nicolas Cage và Sean Bean (bạn diễn của cô trong Troy) trong phim National Treasure, tiếp tục hiện diện trong các bộ phim gồm Joyeux Noël (2005) và Copying Beethoven (2006). Cô tái đảm nhiệm vai diễn Tiến sĩ Abigail Chase trong National Treasure: Book of Secrets, công chiếu vào tháng 12 năm 2007.
Kruger là người dẫn lễ khai mạc và bế mạc của Liên hoan phim Cannes 2007. Kruger là thành viên ban giám khảo Liên hoan phim quốc tế Berlin lần thứ 58 vào năm 2008. Trưởng ban giám khảo của liên hoan là ông Costa Gavras. Năm 2009, cô vào vai một nữ diễn viên người Đức – gián điệp của quân Đồng Minh trong phim Inglourious Basterds của Quentin Tarantino. Vào tháng 12 năm 2009, cô công bố các đề cử của lễ trao giải Quả cầu vàng lần thứ 67 và cũng nhận các đề cử giải Nghiệp đoàn diễn viên màn ảnh cho nữ diễn viên phụ xuất sắc nhất và dàn diễn viên điện ảnh xuất sắc với vai diễn trong Inglourious Basterds.
Kruger thủ vai Anna trong phim Mr. Nobody của Jaco Van Dormael. Các nhà phê bình dành lời tán dương tính nghệ thuật của tác phẩm và diễn xuất của Kruger. Tháng 4 năm 2010, Kruger có một vai khách mời trong một tập phim truyền hình Fringe của đài Fox, trong đó bạn trai cũ của cô, nam diễn viên Joshua Jackson có đóng. Năm 2010, Kruger còn xuất hiện trong video âm nhạc bài "Somebody to Love Me" của Mark Ronson, cô vào vai Boy George.
Trong phim Unknown (2011), Kruger thủ vai Gina, một người nhập cư Bosnia không giấy tờ và là nhân vật quan trọng bên cạnh nam chính Liam Neeson. Năm 2011, Kruger được đưa tin thay thế Eva Green cho vai diễn Maria Antonia của Áo trong bộ phim nói tiếng Pháp Les Adieux à la Reine. Năm 2012, cô được điền tên vào ban giám khảo hạng mục tranh cử chính tại Liên hoan phim Cannes 2012. Chủ nhiệm liên hoan là Nanni Moretti. Cô góp mặt trong bản chuyển thể điện ảnh từ cuốn tiểu thuyết The Host của Stephenie Meyer, ra mắt vào tháng 3 năm 2013. Ngoài ra, Kruger thủ vai Sonya Cross, một sĩ quan cảnh sát ở El Paso, Texas trong loạt phim truyền hình The Bridge của FX, phát sóng vào năm 2013. Năm 2015, nữ diễn viên có tên trong ban giám khảo hạng mục tranh cử chính tại Liên hoan phim Venezia 2015. Năm 2016, cô góp mặt trong The Infiltrator cùng Bryan Cranston và John Leguizamo. Năm 2017, Kruger có vai diễn điện ảnh hiếm hoi tại Đức trong tác phẩm giật gân Aus dem Nichts của Fatih Akin, giúp cô giành được nhiều giải thưởng nhờ diễn xuất trong phim. Đây là phim tiếng Đức đầu tiên mà Kruger đóng chính. Năm 2019, Kruger thay thế Marion Cotillard trong phim đề tài gián điệp The 355.

## Hình ảnh trước công chúng

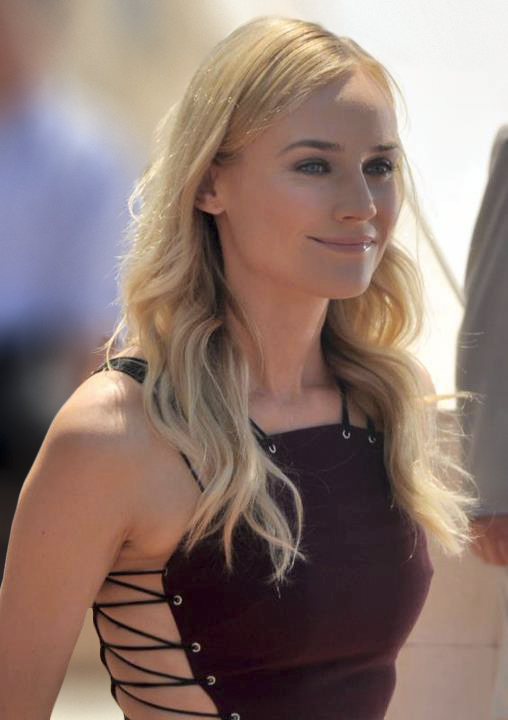
Kruger tại Liên hoan phim Cannes 2012.

Kruger có tên trong danh sách "50 người đẹp nhất thế giới" trong ấn bản năm 2004 của People. Cô góp mặt trong danh sách "Hot 100" của Maxim tới hai lần, xếp thứ 50 vào năm 2005 và thứ 88 vào năm 2009. Cô còn được xếp thứ 83 trong danh sách "Top 99 phụ nữ" của AskMen vào năm 2010. Kruger là đại sứ thương hiệu cho hãng chế tác đồng hồ Jaeger-LeCoultre của Thụy Sĩ. Tháng 12 năm 2009, cô được thông báo là "người mẫu phát ngôn" toàn cầu của L'Oréal. Tháng 5 năm 2010, cô trở thành gương mặt cho dòng nước hoa mới nhất mang tên Beauty của Calvin Klein.

## Đời tư
Kruger nói trôi chảy cả tiếng Anh, tiếng Pháp và tiếng Đức. Ngoài ra, cô học tiếng Latin ở trường trong 8 năm song không nói ngôn ngữ này. Năm 2013, cô trở thành công dân Mỹ. Kruger cho biết cô mắc chứng sợ ngựa và sẽ không nhận vai trong bất cứ bộ phim nào yêu cầu cưỡi hoặc tương tác với ngựa, qua đó tiết lộ rằng đây là nguyên do cô bỏ một số vai trong quá khứ. Nỗi sợ của cô bắt nguồn từ một lần tai nạn bị ngựa hất văng xuống.
Năm 1999, Kruger bắt đầu hẹn hò với nam diễn viên và đạo diễn người Pháp Guillaume Canet. Họ kết hôn vào ngày 1 tháng 9 năm 2001. Họ cùng đóng trong phim Joyeux Noël (2005) và ly hôn vào năm 2006. Kruger chia sẻ rằng vụ hôn nhân không thành vì sự nghiệp của mỗi người làm họ phải xa cách ở những phần khác nhau của thế giới. Từ năm 2006 tới 2016, cô quan hệ tình cảm với nam diễn viên Joshua Jackson. Năm 2015, Kruger gặp nam diễn viên Norman Reedus trên phim trường Sky. Hai người lần đàu được trông thấy cặp kè cùng nhau vào tháng 7 năm 2016. Tháng 11 năm 2018, Kruger hạ sinh con gái, đứa con đầu lòng của cô và thứ hai của Reedus.

## Giải thưởng và đề cử

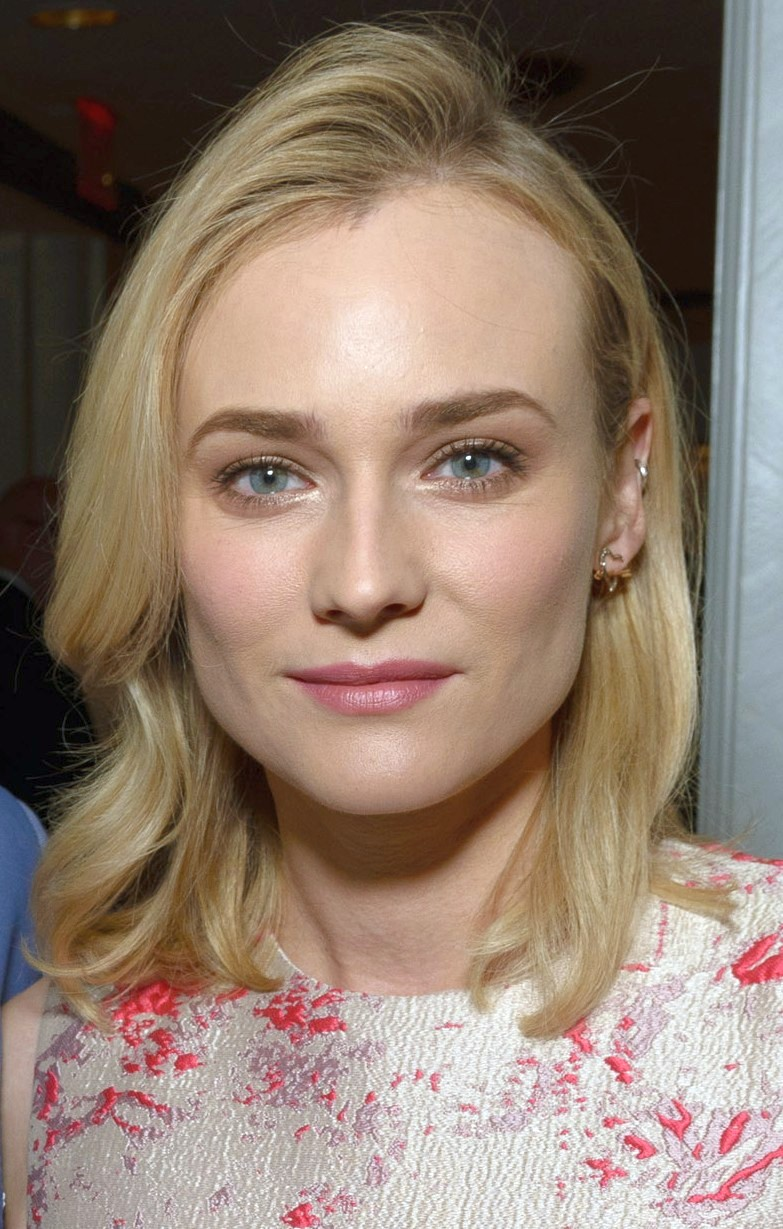
Kruger tại lễ trao giải Peabody Awards thường niên lần thứ 73 vào năm 2014.

| Năm  | Giải thưởng                        | Hạng mục                                             | Phim đề cử                         | Kết quả   |
| ---- | ---------------------------------- | ---------------------------------------------------- | ---------------------------------- | --------- |
| 2003 | Liên hoan phim Cannes              | Cúp Chopard cho khám phá nữ diễn viên mới            | —                                  | Đoạt giải |
| 2004 | Giải Bambi                         | —                                                    | —                                  | Đoạt giải |
| 2004 | Giải Sao Thổ                       | Nữ diễn viên chính xuất sắc nhất                     | National Treasure                  | Đề cử     |
| 2007 | Teen Choice Awards                 | Nữ diễn viên điện ảnh chọn lọc – Phim hài, hành động | National Treasure: Book of Secrets | Đề cử     |
| 2009 | Hiệp hội Phê bình Phim Phát sóng   | Dàn diễn viên xuất sắc nhất                          | Inglourious Basterds               | Đoạt giải |
| 2009 | Hiệp hội phê bình phim San Diego   | Dàn diễn viên xuất sắc nhất                          | Inglourious Basterds               | Đoạt giải |
| 2009 | Giải Sao Thổ                       | Nữ diễn viên phụ xuất sắc nhất                       | Inglourious Basterds               | Đề cử     |
| 2009 | Hiệp hội phê bình phim trực tuyến  | Nữ diễn viên phụ xuất sắc nhất                       | Inglourious Basterds               | Đề cử     |
| 2010 | Giải Nghiệp đoàn diễn viên màn ảnh | Dàn diễn viên phim điện ảnh xuất sắc                 | Inglourious Basterds               | Đoạt giải |
| 2010 | Giải Nghiệp đoàn diễn viên màn ảnh | Nữ diễn viên phụ xuất sắc                            | Inglourious Basterds               | Đề cử     |
| 2013 | Liên hoan phim biển Newport        | Nữ diễn viên xuất sắc nhất                           | Un plan parfait                    | Đoạt giải |
| 2015 | Elle Style Awards                  | Nữ diễn viên điện ảnh xuất sắc nhất                  | —                                  | Đoạt giải |
| 2017 | Liên hoan phim Cannes              | Nữ diễn viên xuất sắc nhất                           | In the Fade                        | Đoạt giải |
| 2017 | Giảỉ Satellite                     | Nữ diễn viên điện ảnh xuất sắc nhất                  | In the Fade                        | Đoạt giải |